# 长春铁路分局
长春铁路分局，是铁道部沈阳鐵路局下属的一家铁路分局，管辖范围基本在吉林省中部的铁路。正线长度797.9km。其中辽宁省境内71.5km。

## 历史
1903年7月14日，东清铁路南满支线通车。此后，长春铁路先后隶属于东清铁路管理局、中东铁路局车务总段第六分段、日本野战提理部、南满洲铁道株式会社长春运输事务所、满铁长春铁道事务所、奉天铁道事务所、新京支社铁道课等。
1945年日本投降后，1946年1月在长春成立中国长春铁路公司理事会，并成立长春铁路分局。1946年4月18日成立中长铁路长春分局，局长张铁铮，副局长唐恒。5月22日东北民主联军撤出长春。6月国民政府成立中长铁路管理局长春分局。1947年1月改称中華民國交通部吉林区铁路管理局长春区管理处。
1948年10月30日，中國共產黨佔領東北後成立吉林铁路管理局长春铁路分局。1949年2月19日划归沈阳铁路管理局领导。1950年5月1日，撤销长春铁路分局，改隶属于中长铁路局沈阳第四分局。1953年1月1日，成立长春铁路分局，隶属于哈尔滨铁路管理局。1956年1月1日改隶属于沈阳铁路管理局。1958年1月1日，各铁路分局一律撤销，设立长春铁路地区办事处，定员十余人。1959年1月1日，办事处划归吉林铁路局。1959年3月1日，办事处复归沈阳铁路局。1964年1月1日，撤销办事处，复设长春铁路分局。

## 分局界
- 哈大铁路新陈山站-陶赖昭站间，与哈尔滨铁路分局为界；
- 哈大铁路开原站-金沟子站间K506+688，与沈阳铁路分局为界；
- 长吉铁路长春东站-龙泉站K5+500，与吉林铁路分局为界；
- 长白铁路七家子站-前郭站K140，与白城铁路分局为界；
- 平齐铁路条子河站-泉沟站K7，与通辽铁路分局为界；
- 平梅铁路平东站-哈福站K8，与通化铁路分局为界；

## 组织机构
- 办公室
- 总工程师室
- 安全监察室
- 运输科（调度所）
- 货运科
- 客运科
- 机务科
- 车辆科
- 工务科
- 电务科
- 房产建筑科
- 审计科
- 计划统计科
- 财务科
- 人事科
- 劳动工资科（劳动定额组）
- 职工教育科
- 卫生科（计划生育办、爱卫办）
- 劳动保护与环保科
- 物资管理科
- 保卫科
- 人防战备办
- 集体企业管理办
- 收入检查室
- 基建科（工程质量监督站）
- 设计室
- 装卸设备站
- 装卸管理所
- 电子计算所
- 土地林业管理办
- 教育办
- 职工学校
- 史志办
- 工会
- 生活科
- 长春站
- 四平站
- 长春东站
- 孟家屯站
- 公主岭站
- 昌图车务段
- 公主岭车务段
- 农安车务段
- 德惠车务段
- 长春列车段
- 长春机务段
- 四平机务段
- 长春水电段
- 长春工务段
- 四平工务段
- 农安工务段
- 长春电务段
- 四平电务段
- 长春车辆段
- 四平车辆段
- 长春房产建筑段
- 四平房产建筑段
- 长春铁路医院
- 四平铁路医院
- 长春线路大修段
- 长春装卸机械修配厂
- 长春职工生活供应段
- 长春铁路卫生防疫站
- 四平铁路卫生防疫站
- 长春材料厂
- 四平材料厂
- 长春铁路职工学校
- 四平铁路职工学校
- 公主岭林场